# Historiska miniatyrer
Historiska miniatyrer är en novellsamling av August Strindberg, utgiven 1905. Boken består av tjugotvå noveller som behandlar personer och episoder ur världshistorien från Mose till franska revolutionen. Utgivningen föregicks av flera års intensivt studium av världshistorien. Författarens avsikt med berättelserna var att påvisa en medvetet styrande vilja bakom allt som skett, hur en välvillig och strategisk gud låtit människorna tjäna goda syften som de själva inte förstått. Samtidigt ville han att boken skulle erbjuda underhållande fiktionsläsning, och vara en vacker utgåva som innehöll »verldshistorien i fickformat».

## Källa
August Strindberg Samlade verk 54. Historiska miniatyrer Norstedts 1997.